# The Royal Hibiscus Hotel
The Royal Hibiscus Hotel es una película de comedia nigeriana de 2017 dirigida por Ishaya Bako. Se proyectó en la sección Contemporary World Cinema del Festival Internacional de Cine de Toronto 2017.

## Elenco
- Zainab Balogun como Ope
- Kenneth Okolie como Deji
- Deyemi Okanlawon como Martin
- Joke Silva como Augustina
- Olu Jacobs como Richard
- Jide Kosoko como Jefe Segun Adeniyi
- Racheal Oniga como Rose Adeniyi
- Kemi Lala Akindoju como Chika
- Ini Dima-Okojie como Joyce

## Recepción
Tras su estreno en el Festival Internacional de Cine de Toronto 2017, el sitio web de reseñas CREETIQ la calificó con 5.3 / 10 citando reseñas mixtas de 2 críticos. Courtney Small de Cinema Axis opinó que "aunque sin duda encontrará una audiencia con fanáticos acérrimos de las comedias románticas, aquellos que busquen una experiencia más completa se sentirán algo decepcionados". Chelsea Phillips-Carr (Pop Matters) fue más receptiva y afirmó además que " The Royal Hibiscus Hotel demuestra que jugar dentro del género no tiene por qué resultar en una película mediocre".
Film Scriptic le concedió un 46%, con una nota D. Isedehi Aigbogun destaca sus pros y contras, con una afirmación final: "... TIFF proyectó esta película en 2017... por caridad y una gran dosis de redes".